# Antícids

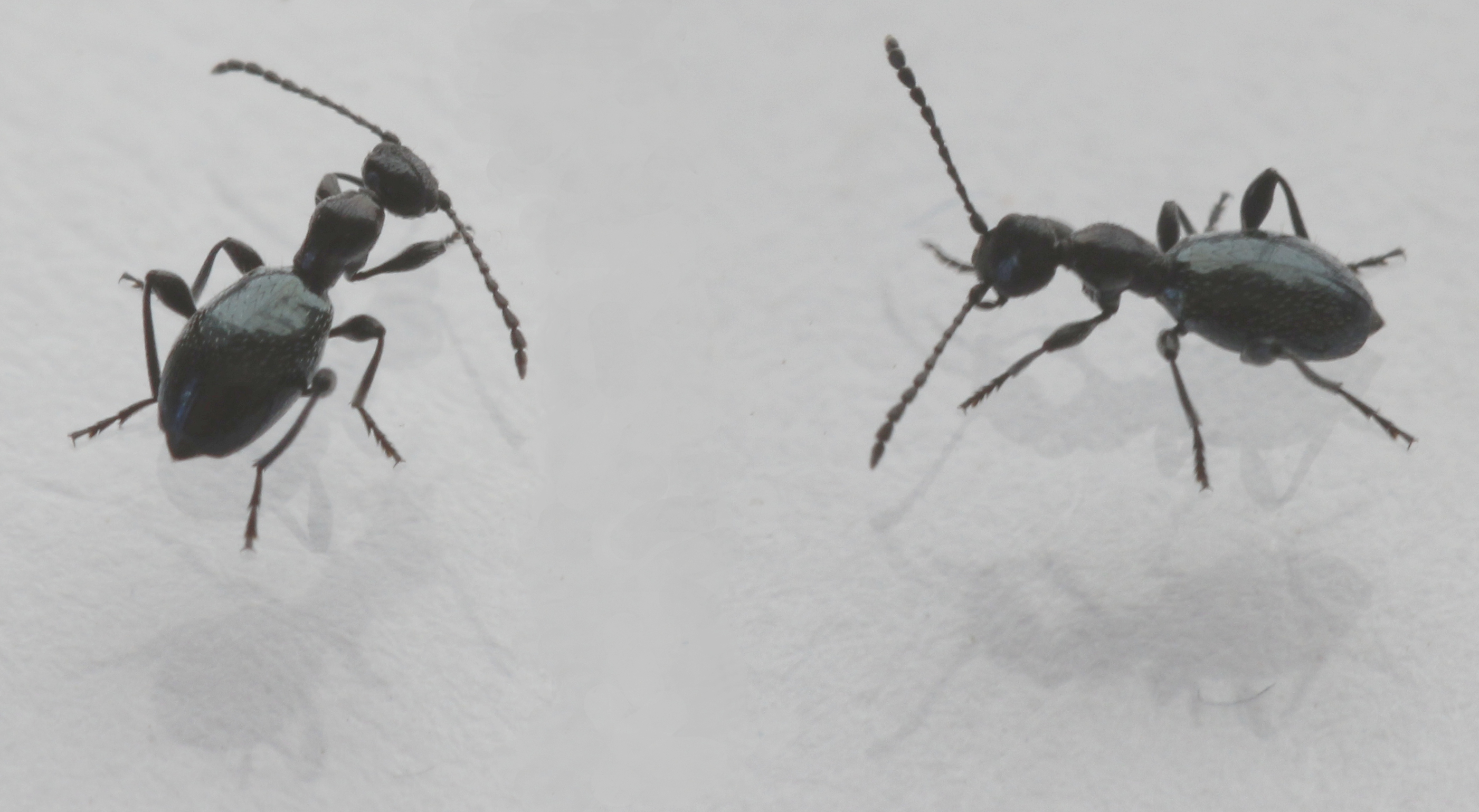
Els membres del gènere Anthelephila són molt semblants a les formigues

Els antícids (Anthicidae) són una família de coleòpters polífags de la superfamília dels tenebrionoïdeus, que tenen un cert aspecte de formiga. Aquesta família conté unes 3.000 espècies en uns 100 gèneres. L'espècie Acanthinus myrmecops és un representant del grup.
Els seus caps formen un clatell. Les potes són primes i el cos està més o menys cobert de setes.

## Biologia
Els adults són omnívors. Algunes espècies tenen interès en el control biològic de plagues atès que es mengen els ous i les larves de les plagues. Els coleòpters joves del gènere Notoxus s'ha vist que fan forats en els tubercles de les patates.

## Taxonomia
Els antícids inclouen 8 subfamílies:
- Subfamília Eurygeniinae LeConte, 1862
- Subfamília Macratriinae LeConte, 1862
- Subfamília Steropinae Jacquelin du Val, 1863
- Subfamília Copobaeninae Abdullah, 1969
- Subfamília Lemodinae Lawrence and Britton, 1991
- Subfamília Tomoderinae Bonadona, 1961
- Subfamília Anthicinae Latreille, 1819
- Subfamília Notoxinae Stephens, 1829